# Messier 37
Messier 37 (M37 o NGC 2099) és un cúmul obert situat a la constel·lació de l'Auriga (el cotxer). Va ser descobert per Giovanni Battista Hodierna el 1654 i posteriorment redescobert i catalogat per Charles Messier el 1764.
M37 conté 150 estrelles repartides en una zona d'uns 20 anys llum. La distància del cúmul varia segons les estimacions al voltant de 4.000 anys llum. Té una edat d'uns 300 milions d'anys, conté una dotzena d'estrelles gegants vermelles, les més brillants són de magnitud 9.

## Observació
El cúmul té una magnitud aparent de 5,4 i és observable a ull nu en excel·lents condicions. Amb binoculars es pot observar una nebulositat sense massa interès. En canvi, amb un telescopi de 114 mm es poden resoldre algunes estrelles, i la visió esdevé magnífica amb un instrument de 150 mm.